# اشکال قمری

اشکال قمری دو نقطه‌ای هستند که مدار ماه از دایرةالبروج می‌گذرد.

اشکل قمری یا هر دو شکل مداری ماه به دو منحنی ای که مدار ماه در آن قرار دارد گفته می‌شود. منحنی رو به پایین (یا شمالی) جایی است که ماه به ماه گرفتگی نیمکره شمالی حرکت می‌کند، در حالی که منحنی رو به بالا (یا جنوبی) جایی است که ماه وارد ماه گرفتگی نیمکره جنوبی می‌شود.
گرفتگی ماه ممکن است تنها هنگامی رخ دهد که ماه کامل (در طول جغرافیای ۱۱ درجه ۳۸ درجه) یا گره قمری نزدیک باشد، در حالی که یک گرفتگی خورشیدی تنها زمانی ممکن است رخ دهد که ماه جدید (در ۱۷ درجه ۲۵ درجه) یا گره قمری نزدیک باشد.
از آنجا که صفحه مداری ماه در فضا پیشروست، اشکال ماه نیز بر ماه گرفتگی غالب می‌شوند و یک انقلاب را (که دوره ای دراکونیکی یا گره ای نامیده می‌شود) در ۱۸٫۶۱۲۹۵۸ سال (۶٬۷۹۸٫۳۸۳ روز) رقم می‌زند. (این به اندازه یک ساروس به طول نمی‌انجامد)(توضیح مترجم:ساروس چرخه خسوف و کسوف است که هر ۱۸ سال یکبار اتفاق می‌افتد) همان چرخه ای که در برابر یک مرجع اینرسی انجام شود، مانند سیستم مرجع بین‌المللی آسمانی (ICRS). یک سیستم مختصاتی که نسبت به ستاره‌های ثابت اندازه‌گیری شده‌است و ۱۸٫۵۹۹۵۲۵ سال است.
هر دو خورشیدگرفتگی‌های ژوئیه سال ۲۰۰۰ (در روزهای اول و سی و یکم) در حدود زمانی که ماه در انحنای صعودی خود قرار داشت، رخ داد. گرفتگی انحناهای صعودی بعد از یک سال درخشان به‌طور متوسط عود می‌کنند، یعنی در حدود ۰٫۹۴۹۰۱ سال گرگوری، همانطوری که گرفتگی‌های انحنای نزولی اتفاق می‌افتد.

## نام‌ها و نمادها
انحناها نام‌های مختلفی در جاهای مختلف جهان دارد.
در متن‌های قرون وسطا، در عربی از هلال‌ها به شکل راس وا داناو التینین یاد می‌شود. در زبان عبری rosh ha-tely u-zenavo، و caput draconis (سر اژدها) یا cauda draconis (دم اژدها) در لاتین خوانده می‌شود. هلال صعودی در نمادهای نجومی و اخترشناسی سر اژدها بوده که سمبل آن ☊ است و هلال نزولی به عنوان دم اژدها شناخته شده و نماد آن ☋ می‌باشد.
در نجوم هندو، هلال‌ها با هفت سیاره در میان نه ناواگراهاس در نظر گرفته می‌شوند. هلال صعودی R Rahu نامیده می‌شود و گره نزولی - Ketu نامیده می‌شود. در طالع بینی تبت (تا حدی مبتنی بر Kalachakra Tantra) گره نزولی با نام Kalagni نامگذاری شده‌است.

## افول‌های افراطی
مدار ماه در حدود ۵٫۱۴ درجه به خسوف و کسوف متمایل است. از این رو، ماه می‌تواند تا حدود ۵ درجه شمالی یا جنوبی خورشید باشد. خورشید گرفتگی در حدود ۲۳٫۴۴ درجه به خط استوا آسمانی متمایل است، که صفحه آن عمود بر محور چرخشی زمین است. در نتیجه، یک بار در طول دوره هلال ۱۸٫۶ ساله (هنگامی که هلال صعودی مدار ماه همزمان است با اعتدال شبانه)، نزول ماه به حداکثر و حداقل (افراط‌های شمالی و جنوبی) می‌رسد: یعنی در حدود ۲۸٫۶ درجه از استوانه آسمانی.

## تأثیر بر جزر و مد
غلبه هلال‌های قمری تأثیر کمی در جزر و مدهای کره زمین - جو، اقیانوسی یا پوسته دارد. اداره ملی اقیانوسی و جوی ایالات متحده (NOAA) میانگین سطح پایین آب(MLLW) را در یک مکان با میانگین متوسط ارتفاع کمترین جزر و مدی که در آن مکان ثبت می‌شود را هر روز در طی یک دوره ۱۹ ساله ثت و اندازه‌گیری می‌کنند و برای آن نام National Tidal Datum Epoch را تعیین کرده‌اند. دوره ثبت ۱۹ ساله نزدیکترین شمارش تمام سال به چرخه ۱۸٫۶ ساله هلال‌های ماه است.